# Andreas Keith-Volkmer
Andreas Keith-Volkmer (* 10. Juni 1967 in Bad Dürkheim) ist ein deutscher Politiker der Alternative für Deutschland (AfD). Er ist Geschäftsführer des Landesverbandes Nordrhein-Westfalen der AfD und Mitglied des Landtags von Nordrhein-Westfalen.

## Ausbildung und Beruf
Andreas Keith-Volkmer stammt von einem wein- und obstanbauenden Hof in der Pfalz. Dort erlernte er den Beruf Forstwirt, bildete sich zum Forsttechniker weiter und arbeitet heute als Angestellter.

## Politik
Andreas Keith-Volkmer war als Jugendlicher Mitglied in der Jungen Union in Ludwigshafen und in den 1980er Jahren in der Friedensbewegung aktiv. Im Frühjahr 2013 trat er in die AfD ein und wurde von Bernd Lucke zur ehrenamtlichen Tätigkeit im Bereich Social Media für die Partei gewonnen. Bei der Landtagswahl in Nordrhein-Westfalen 2017 kandidierte er als Direktkandidat im Landtagswahlkreis Remscheid – Oberbergischer Kreis III sowie auf Platz 8 der Landesliste, über die er für die AfD in den Landtag einzog. Bei der Landtagswahl 2022 kandidierte er für das Direktmandat im Landtagswahlkreis Leverkusen und zog auf Platz 3 der Landesliste in den Landtag ein.
Schwerpunkte seiner politischen Arbeit in der AfD-Fraktion im Landtag Nordrhein-Westfalen sind die Themen Umwelt-Naturschutzpolitik und Glücksspielstaatsvertrag. Andreas Keith-Volkmer ist Obmann im Hauptausschuss, im Sportausschuss, ordentliches Mitglied im Umweltausschuss und Mitglied des Parlamentarischen Krisenstabs. Des Weiteren ist er Parlamentarischer Geschäftsführer seiner Fraktion und damit Ansprechpartner der Landtagsverwaltung und des Landtagspräsidiums in allen parlamentarischen Angelegenheiten. 
In Oktober 2015 war eine Gruppe von AfD-Anhängern nach eigener Aussage von einem Tourbus am Bahnhof Bochum zum AfD-Fraktionsbüro am Rathaus gelaufen, um auf die Toilette zu gehen. Das Amtsgericht Bochum sah darin jedoch eine unangemeldete Demonstration, da die Personengruppe Fahnen und Banner trug und Parolen wie „Merkel muss weg“ rief. Im Dezember 2016 wurde Keith-Volkmer deshalb neben Martin Renner als Verantwortlicher wegen Verstoßes gegen das Versammlungsgesetz zunächst verurteilt. Für das Berufungsverfahren wurde vom Nordrhein-Westfälischen Landtag Andreas Keith-Volkmers politische Immunität aufgehoben. Das Verfahren wurde im April 2018 gegen Zahlung einer Geldbuße eingestellt.

## Privates
Andreas Keith-Volkmer ist verheiratet, Vater zweier Söhne und wohnt in Leverkusen. Ein Cousin ist Gründungsmitglied der Grünen in Rheinland-Pfalz.